# Serra de Peracalç
La Serra de Peracalç és una serra situada en el terme municipal de Baix Pallars, a la comarca del Pallars Sobirà, dins de l'antic terme de Montcortès de Pallars.
S'estén de nord-oest a sud-est, deixant el poble de Peracalç arrecerat en el seu vessant sud-oest. Arriba a una elevació màxima de 1.315,4 metres. La seva continuïtat cap al nord-oest és el Serrat de Magdalena i la Serra del Codó, i en el seu extrem sud-oriental hi ha la màxima elevació, el Tossal de l'Àliga. Cap a la meitat hi ha la destacada Roca del Cap de la Serra.
Vista des del Pla de Corts la Serra de Peracalç té forma de dona dorment i rep el nom de "la Geganta Adormida".